# Земцы (деревня, Тверская область)
Земцы — деревня в Нелидовском городском округе Тверской области.

## География
Находится в юго-западной части Тверской области на расстоянии приблизительно 1 км на запад по прямой от поселка Земцы.

## История
Известно, что в 1901 году только что открытая рядом станция железной дороги Московско-Виндавской железной дороги получила свое название от деревни Земцы. В 1941 году в деревне было отмечено 17 дворов. До 2018 года деревня входила в состав ныне упразднённого Земцовского сельского поселения.

## Население
Численность населения: 30 человек (русские 100 %) в 2002 году, 6 в 2010.